# Héléna Manson
Héléna Manson, née Elena Eugenia Manson le 18 août 1898 à Caracas (Venezuela) et morte le 14 septembre 1994 à Neuilly-sur-Seine (Hauts-de-Seine), est une actrice française. Elle fut l'épouse du producteur René Montis.

## Biographie
Élève du conservatoire d’art dramatique de Genève, elle débuta au théâtre avec la compagnie Pitoëff.
Au cinéma, elle fut l’un des seconds rôles marquants des années 1930 jusqu’aux années 1960. Abonnée aux rôles ingrats, jouant souvent la méchante de service, c’est en 1943, avec sa prestation dans Le Corbeau d’Henri-Georges Clouzot, qu’elle atteint à la renommée. Mais elle sait aussi faire preuve de fantaisie comme dans Pension Mimosas de Jacques Feyder aux côtés de Françoise Rosay et d’Arletty (1935), dans Faibles femmes de Michel Boisrond avec Alain Delon et Mylène Demongeot (1959) ou dans l’un de ses derniers films, en directrice de musée coincée et chef du personnage interprété par Catherine Deneuve, dans Agent trouble de Jean-Pierre Mocky (1987).
Le 20 octobre 1993, l'association Souvenance de Cinéphiles sise à Puget-Théniers lui remet en son domicile à Neuilly-sur-Seine le prix Reconnaissance de Cinéphiles pour l'ensemble de sa carrière.
Elle est inhumée auprès de René Montis au cimetière ancien de Neuilly-sur-Seine (division 3).

## Hommage
- Télérama[3] : « Visage pointu et sec, les yeux terriblement expressifs, Héléna Manson fut l'une des plus inquiétantes silhouettes du cinéma français. Elle vient de nous quitter, à 96 ans. Le public adore la détester, dès lors qu'il la découvre, en 1943, dans Le Corbeau, d'Henri-Georges Clouzot, en infirmière silencieuse, un rien cruelle... Elle qui n'a joué jusque-là que des femmes ordinaires et effacées devient « la sale bonne femme », aigre et jalouse. Ses airs de vieille fille méchante font froid dans le dos. Elle, elle se moque bien du cinéma. Toujours des seconds rôles. Mais, souvent, avec les plus grands réalisateurs : Pabst (La Tragédie de la mine), Renoir (Madame Bovary), Max Ophüls (Le Plaisir, Lola Montès)... Non, tout cela n'a pas d'importance. Elle ne vit que pour le théâtre. À 20 ans, à Genève, elle remplace au pied levé la grande Ludmilla Pitoëff, malade. L'année suivante, Georges et Ludmilla l'engagent dans leur troupe. Elle débute alors à Paris, en 1921, aux côtés de Michel Simon (« un sacré numéro ! »), et croise la grande Colette et Céleste Albaret, la gouvernante de Proust. Elle était intarissable sur ses rencontres. « J'ai une mémoire d'éléphant », s'amusait-elle à répéter. Elle fait des tournées dans le monde entier, n'arrête jamais de travailler, menant de front théâtre, cinéma, doublage puis télévision. Née en 1898 elle apparaît au cinéma pour la dernière fois dans Agent trouble de Jean-Pierre Mocky, en 1987, et dans Les Maris, les Femmes, les Amants, de Pascal Thomas, en 1989. Et elle double encore un film : Cinema Paradiso (elle est la voix de la mère de Jacques Perrin). Lorsque je l'ai rencontrée, elle avait 90 ans. Elle ne parlait que des pièces qu'elle avait vues pendant la saison. C'était un samedi et son regard brillait de malice : demain, elle irait voir du Ionesco. »

## Filmographie

### Cinéma
- 1925 : La Vocation d'André Carel ou La Puissance du travail de Jean Choux : l'amoureuse de Cardan
- 1929 : Le Mystère de la villa rose de Louis Mercanton et René Hervil : Hélène Vauquier
- 1930 : Le Réquisitoire de Dimitri Buchowetzki
- 1930 : Monsieur le duc de Jean de Limur
- 1931 : La Tragédie de la mine (Kameradschaft) de Georg Wilhelm Pabst : Rose, la femme du mineur blessé
- 1931 : Les Frères Karamazoff de Fedor Ozep
- 1932 : Le Cas du docteur Brenner de Jean Daumery
- 1932 : Stupéfiants de Kurt Gerron et Roger Le Bon
- 1933 : Coralie et Compagnie d'Alberto Cavalcanti
- 1934 : Madame Bovary de Jean Renoir : Héloïse Bovary
- 1934 : Un train dans la nuit de René Hervil
- 1934 : Fédora de Louis J. Gasnier
- 1935 : Pension Mimosas de Jacques Feyder : la rentière
- 1935 : Tête de turc ou Une tête qui rapporte, moyen métrage de Jacques Becker : l’esclave
- 1936 : Hélène de Jean Benoît-Lévy et Marie Epstein : Valérie
- 1937 : À Venise, une nuit de Christian-Jaque
- 1937 : Les Pirates du rail de Christian-Jaque : Madame Teysseire
- 1938 : Bar du sud d'Henri Fescourt
- 1939 : Dernière Jeunesse de Jeff Musso : Marie
- 1940 : L'Empreinte du dieu de Léonide Moguy : la sœur de Karelina
- 1941 : L'Assassinat du Père Noël de Christian-Jaque : Marie Coquillot
- 1942 : Les Inconnus dans la maison d’Henri Decoin : Madame Manu
- 1942 : Le Bienfaiteur d’Henri Decoin : la bonne
- 1942 : Le journal tombe à cinq heures de Georges Lacombe : Madame Le Goard
- 1942 : Mermoz de Louis Cuny
- 1942 : Picpus de Richard Pottier
- 1943 : Marie Martine d'Albert Valentin : Madame Limousin
- 1943 : Le Corbeau d’Henri-Georges Clouzot : Marie Corbin
- 1943 : L'Homme de Londres d'Henri Decoin
- 1943 : L'Escalier sans fin de Georges Lacombe
- 1945 : L'assassin n'est pas coupable de René Delacroix : Anne-Marie Mahé
- 1945 : Son dernier rôle de Jean Gourguet
- 1946 : L'Homme au chapeau rond de Pierre Billon : la mère du hussard
- 1946 : Nuit sans fin de Jacques Séverac
- 1948 : Manon d'Henri-Georges Clouzot : la commère
- 1949 : La Louve de Guillaume Radot : Alphonsine
- 1949 : La Ferme des sept péchés de Jean-Devaivre : Michèle Frémont dite La Michel
- 1949 : Retour à la vie, film à sketches, épisode Le Retour de tante Emma d’André Cayatte : Simone
- 1949 : Au revoir Monsieur Grock de Pierre Billon : Pauline, la tante d'Adrien
- 1949 : Le Furet de Raymond Leboursier : Madame Bonvalet
- 1950 : Né de père inconnu de Maurice Cloche
- 1950 : La Taverne de la Nouvelle-Orléans (Adventures of captain Fabian) de William Marshall : Josephine
- 1951 : Deux sous de violettes de Jean Anouilh : Madame Desforges, la mère malade
- 1951 : Un homme à détruire (Imbarco a mezzanotte) de Joseph Losey
- 1952 : Le Plaisir de Max Ophüls, sketch La Maison Tellier : Marie Rivet, l'épouse de Joseph
- 1952 : Torticola contre Frankensberg, court métrage de Paul Paviot : la gouvernante
- 1952 : Le Secret d'une mère de Jean Gourguet
- 1953 : La Fille perdue de Jean Gourguet
- 1953 : L'Envers du paradis d'Edmond T. Gréville
- 1953 : Les Enfants de l'amour de Léonide Moguy : Mademoiselle Lefort
- 1954 : Escalier de service, film à sketches de Carlo Rim, épisode Les Delécluze : Madame Delécluze mère
- 1954 : Dans tes bras (Herr über leben und tod) de Victor Vicas
- 1955 : Lola Montès de Max Ophüls : la sœur du lieutenant James
- 1955 : Je reviendrai à Kandara de Victor Vicas
- 1955 : Goubbiah, mon amour de Robert Darène
- 1955 : Le Dossier noir d'André Cayatte : la femme du procureur
- 1956 : Des gens sans importance d’Henri Verneuil : Germaine Constantin, l'avorteuse
- 1956 : Bonjour jeunesse de Maurice Cam
- 1956 : La Rose des vents de Yannick Bellon, sketch Un matin comme les autres
- 1956 : Les Lumières du soir de Robert Vernay
- 1957 : Œil pour œil (Occhio per occhio) d'André Cayatte : Madame Laurier
- 1957 : Les Truands de Carlo Rim : Nana
- 1957 : Un homme se penche sur son passé de Willy Rozier
- 1957 : Les Vendanges (The Vintage) de Jeffrey Hayden
- 1959 : Faibles femmes de Michel Boisrond : la mère supérieure
- 1959 : Le Grand Chef d’Henri Verneuil : le guide polyglotte au Musée du Louvre
- 1959 : Toi, le venin de Robert Hossein : Amélie
- 1961 : Le Président d’Henri Verneuil : Madame Taupin
- 1961 : Les Amours célèbres, film à sketches de Michel Boisrond, épisode Les Comédiennes : la duchesse
- 1962 : La Chambre ardente de Julien Duvivier : Augusta Henderson
- 1962 : Le Glaive et la Balance d'André Cayatte
- 1965 : Piège pour Cendrillon d'André Cayatte : l'infirmière
- 1966 : Paris au mois d'août de Pierre Granier-Deferre : Madame Pampine, la concierge
- 1970 : Macédoine de Jacques Scandelari
- 1970 : Paix sur les champs de Jacques Boigelot
- 1976 : Le Locataire de Roman Polanski : l’infirmière
- 1980 : Mon oncle d'Amérique d’Alain Resnais : la logeuse de René à Cholet
- 1982 : Les Misérables de Robert Hossein : la logeuse de la maison Corbeau
- 1984 : La Femme ivoire de Dominique Cheminal
- 1987 : Agent trouble de Jean-Pierre Mocky : Madame Sackman, la directrice du musée
- 1988 : Les Maris, les Femmes, les Amants de Pascal Thomas : Mère dentiste

### Télévision
- 1957 : En votre âme et conscience, épisode : Une femme honnête de Jean Prat
- 1957 : En votre âme et conscience, épisode : L'affaire Pranzini de  Bernard Hecht
- 1958 : En votre âme et conscience :  L'Affaire de Villemomble de Claude Barma : Euphrasie Mercier
- 1958 : Les Cinq Dernières Minutes, épisode D'une pierre deux coups de Claude Loursais : Simone
- 1959 : Clarisse Fénigan de Jean Prat, d'après le roman La Petite Paroisse d'Alphonse Daudet : la mère de Richard Fénigan
- 1960 : En votre âme et conscience, épisode : Mort d'un notaire ou le Crime de Madame Achet de  Michel Mitrani
- 1966 : En votre âme et conscience, épisode : Le Crime de Sezegnin de  Pierre Nivollet
- 1968 : Sylvie des Trois Ormes d'André Pergament, feuilleton télévisé en 26 épisodes de 13 minutes, avec Evelyne Dandry : Adrienne, la belle-mère autoritaire au grand cœur (ORTF)
- 1972 : L'homme qui revient de loin de Michel Wyn d'après Gaston Leroux, feuilleton télévisé en 6 épisodes de 52 minutes (couleur, ORTF)
- 1974 : Arsène Lupin, épisode La Demeure mystérieuse de Jean-Pierre Desagnat, d'après Maurice Leblanc (couleur, ORTF) : la tante Valnery
- 1975 : La Simple Histoire d'un merveilleux poste de télévision d'Armand Ridel
- 1980 : Au théâtre ce soir : L'Homme au parapluie de William Dinner et William Morum, mise en scène Jacques Ardouin, réalisation Pierre Sabbagh, Théâtre Marigny

## Théâtre
- 1918 : Les Cathédrales d'Eugène Morand, Genève, Salle communale de Plainpalais.
- 1920 : Bourg-Saint-Maurice de Fernand Chavannes, mise en scène de Georges Pitoëff, Genève, Salle communale de Plainpalais
- 1920 : Naissance de la Paix de René Descartes, mise en scène de Georges Pitoëff, Genève, Salle communale de Plainpalais
- 1920 : Les Bas-fonds de Maxime Gorki, mise en scène de Georges Pitoëff, Genève, Salle communale de Plainpalais
- 1921 : La vie d'une femme de Saint-Georges de Bouhélier, mise en scène de Georges Pitoëff, Genève, Salle communale de Plainpalais
- 1921 : La Mouette d'Anton Tchekhov, mise en scène de Georges Pitoëff, Genève, Salle communale de Plainpalais
- 1921 : Celui qui reçoit des gifles de Leonid Andreïev, mise en scène de Georges Pitoëff, Genève, Salle communale de Plainpalais
- 1921 : La Dame aux camélias d'Alexandre Dumas fils, mise en scène Georges Pitoëff, Plainpalais
- 1921 : Androclès et le lion de George Bernard Shaw, mise en scène de Georges Pitoëff, Genève, Salle communale de Plainpalais
- 1923 : Six personnages en quête d'auteur de Luigi Pirandello, mise en scène Georges Pitoëff, Comédie des Champs-Élysées
- 1923 : Liliom de Ferenc Molnár, mise en scène Georges Pitoëff, Comédie des Champs-Élysées
- 1923 : La Journée des aveux de Georges Duhamel, mise en scène Georges Pitoëff, Théâtre des Champs-Élysées
- 1923 : La Petite Baraque d'Alexandre Blok, mise en scène Georges Pitoëff, Comédie des Champs-Élysées
- 1934 : Le Canard sauvage d'Henrik Ibsen, mise en scène Georges Pitoëff, Théâtre du Vieux-Colombier
- 1937 : La Tragédie de Roméo et Juliette de William Shakespeare, mise en scène Georges Pitoëff, Théâtre des Mathurins
- 1939 : La Mouette d'Anton Tchekhov, mise en scène Georges PitoëffThéâtre des Mathurins
- 1942 : Les Dieux de la nuit de Charles de Peyret-Chappuis, mise en scène Camille Corney, Théâtre Hébertot
- 1947 : Tobacco Road (en) de Jack Kirkland (en), mise en scène Jean Darcante, Théâtre de la Renaissance
- 1948 : Ardèle ou la Marguerite de Jean Anouilh, mise en scène Roland Piétri, Comédie des Champs-Élysées
- 1955 : Andréa ou la fiancée du matin de Hugo Claus, mise en scène Sacha Pitoëff, Théâtre de l'Œuvre
- 1958 : L'Épouvantail de Dominique Rolin, mise en scène André Barsacq, Théâtre de l'Œuvre
- 1958 : Ardèle ou la Marguerite de Jean Anouilh, mise en scène Roland Piétri, Comédie des Champs-Élysées
- 1959 : Soleil de minuit de Claude Spaak, mise en scène Daniel Leveugle, Théâtre du Vieux-Colombier
- 1969 : L'Infâme de Roger Planchon, mise en scène de l'auteur, Théâtre de la Cité de Villeurbanne
- 1970 : L'Infâme de Roger Planchon, mise en scène de l'auteur, Théâtre Montparnasse, tournée
- 1973 : Le Paysan parvenu d'Albert Husson d'après Marivaux, mise en scène Jean Meyer, Théâtre des Célestins avec Jean Marais
- 1973 : Tartuffe de Molière, mise en scène Jean Meyer, Théâtre des Célestins
- 1978 : Le Cauchemar de Bella Manningham de Frédéric Dard d'après Patrick Hamilton, mise en scène Robert Hossein, Théâtre Marigny
- 1979 : Danton et Robespierre d'Alain Decaux, Stellio Lorenzi et Georges Soria, mise en scène Robert Hossein, Palais des congrès de Paris

## Doublage
- 1939 : Le Magicien d'Oz de Victor Fleming : miss Gulch / La méchante sorcière de l'Ouest (Margaret Hamilton)
- 1939 : L'Autre (In Name Only) de John Cromwell : Mrs. Laura Morton (Katharine Alexander)
- 1946 : Les Enchaînés (Notorious) de Alfred Hitchcock : Anna Sebastian (Leopoldine Konstantin)
- 1950 : Cendrillon, film d'animation des studios Disney : Lady Trémaine, la Marâtre (1er doublage)
- 1952 : Histoire de trois amours (The Story of Three Loves) de Vincente Minnelli et Gottfried Reinhardt : la gouvernante (Celia Lovsky)
- 1954[4] : Une femme qui s'affiche : la vendeuse de chez Macy's (Cora Witherspoon)
- 1956 : Viva Las Vegas (Meet Me in Las Vegas) de Roy Rowland : Miss Hattie (Agnes Moorehead)
- 1959 : Au risque de se perdre (The Nun's Story) de Fred Zinnemann : Mère Marcella (Ruth White)
- 1960 : Les Aventuriers du fleuve (The Adventurs of Huckleberry Finn) de Michael Curtiz : Amanda Douglas (Josephine Hutchinson)
- 1964 : Les Sentiers de la haine (Il pimbo e la carne) de Marino Girolami : Minnea (Tota Alba)
- 1966 : Les Nuits de l'épouvante (La lama nel corpo) d'Elio Scardamaglia : Sheena (Harriet Medin)
- 1967 : Le Dernier Safari (The Last Safari) de Henry Hathaway : Catherine Beaumont (Jean Parnell)
- 1970 : Les Tueurs de la lune de miel (The Honeymoon Killers) de Leonard Kastle : Lucy (Mary Angel)
- 1975 : Mandingo de Richard Fleischer : Mrs. Redfield (Irene Tedrow)
- 1976 : Complot de famille (Family Plot) de Alfred Hitchcock : Julia Rainbird (Cathleen Nesbitt)
- 1976 : La Carrière d'une femme de chambre (Telefoni bianchi) de Dino Risi : la mère de Bruno[Qui ?] et la vieille aubergiste[Qui ?]
- 1978 : Le Grand Embouteillage (L'Ingorgo - Una storia impossibile) de Luigi Comencini : la grand-mère de la famille napolitaine
- 1988 : Cinema Paradiso (Nuovo cinema Paradiso) de Giuseppe Tornatore : Maria âgée (Pupella Maggio)